# Costa del Senyor
La Costa del Senyor és un paratge del terme municipal de Monistrol de Calders, al Moianès.
Està situat a prop i al nord-est del poble de Monistrol de Calders, als peus i a migdia del Serrat de la Rectora, al sud-oest de les Tres Alzines i a llevant del Collet dels Pins del Feliu. De fet, la part inferior de la Costa del Senyor ja està urbanitzada i forma part del nucli urbà de Monistrol de Calders. És la zona de la Plaça Nova.